# Can’t Fight This Feeling (singel REO Speedwagon)
Can′t Fight This Feeling – ballada rockowa zespołu REO Speedwagon, wydana w 1984 roku jako singel promujący album Wheels Are Turnin′.

## Powstanie i treść
Piosenka opowiada o mężczyźnie, który zakochuje się w pewnej dziewczynie, z którą od dawna się przyjaźni. Mężczyzna ma opory przez zmianami w swoim życiu mimo faktu, że wie, iż musi się zmienić.
Utwór został napisany przez wokalistę REO Speedwagon, Kevina Cronina. Prace nad utworem Cronin rozpoczął w połowie lat 70., ale później je zarzucił. Przebywając na Molokaʻi, Cronin dopracował piosenkę. Wokalista wyznał, że ponieważ wychowany w konserwatywnej rodzinie został nauczony, aby zachowywać pozory w przypadku niepowodzeń, to napisanie piosenki było najlepszym sposobem wyrażenia swoich przekonań. Autor stwierdził, że najlepszym sposobem na zbliżenie się do innych ludzi jest bycie bezbronnym, swoboda mówienia prawdy, uczciwość i szczere wyrażenie uczuć i to chciał przekazać w utworze.
Zanim powstał tekst refrenu, tytuł piosenki brzmiał „My Guiding Light”.

## Teledyski
Do utworu nakręcono dwa teledyski. W pierwszym z nich przedstawiono zespół wygłupiający się na sali prób przed jej wykonaniem. Drugi teledysk, w reżyserii Kevina Dole'a, jest bardziej profesjonalny i obfituje w efekty specjalne. W klipie pokazano człowieka, przechodzącego przez różne etapy życia, od narodzin aż do śmierci.

## Odbiór
Był to drugi hit grupy, po „Keep On Loving You”, który znalazł się na pierwszym miejscu listy Hot 100. Singel uzyskał status złotej płyty w Stanach Zjednoczonych i Kanadzie. W 2018 roku utwór zajął 257. miejsce na liście wszech czasów Hot 100.
| Lista             | Pozycja | Źródło |
| ----------------- | ------- | ------ |
| Irlandia          | 5       | [ 5 ]  |
| Kanada            | 1       | [ 3 ]  |
| Luksemburg        | 13      | [ 6 ]  |
| Niemcy            | 34      | [ 7 ]  |
| Nowa Zelandia     | 33      | [ 7 ]  |
| Polska            | 21      | [ 8 ]  |
| Południowa Afryka | 8       | [ 9 ]  |
| Stany Zjednoczone | 1       | [ 2 ]  |
| Szwecja           | 15      | [ 7 ]  |
| Wielka Brytania   | 16      | [ 2 ]  |

## Covery i wykorzystanie
Piosenka pojawiła się w serialu Miasteczko South Park (odc. „Pani przedszkolanka puka chłopca”), w pilotażowym odcinku serialu Glee, a także w serialach: Bobby kontra wapniaki, Queer as Folk, Goldbergowie i Fringe: Na granicy światów, a także w filmach Rock of Ages, Sekspedycja, Stare, ale jare, Kelnerzy oraz To nie jest kolejna komedia dla kretynów. W 2019 roku cover piosenki nagrał zespół Bastille na potrzeby świątecznej reklamy John Lewis. Inne covery piosenki nagrali m.in. Russell Brand, Smokie czy Cory Monteith. Łącznie nagrano kilkanaście wersji utworu.